# Мароустон (Вашингтон)
Мароустон (енгл. Marrowstone) насељено је место без административног статуса у америчкој савезној држави Вашингтон.

## Демографија
По попису из 2010. године број становника је 844, што је 7 (0,8%) становника више него 2000. године.
| Група             | 2000.       | 2010.       |
| Белци             | 806 (96,3%) | 807 (95,6%) |
| Афроамериканци    | 0 (0,0%)    | 1 (0,1%)    |
| Азијати           | 4 (0,5%)    | 7 (0,8%)    |
| Хиспаноамериканци | 12 (1,4%)   | 8 (0,9%)    |
| Укупно            | 837         | 844         |